# Joachim Whaley
Joachim Whaley (Dulwich, 25 agosto 1954) è uno storico e linguista inglese
dell'Università di Cambridge, dove riveste la carica di professore di storia e pensiero tedesco nella facoltà di lingue moderne e medievali. Oltre ad essere un Fellow del Gonville and Caius College, egli è anche un membro della Royal Historical Society, l'accademia nazionale del Regno Unito della storia.

## Biografia
Joachim Whaley nacque nel 1954 a Dulwich, un sobborgo della Londra meridionale. Dal 1972 al 1975, studiò storia all'Università di Cambridge, nel Christ's College. Nel 1980, all'età di soli 26 anni, iniziò ad insegnare agli studenti della facoltà di lingue moderne e medievali. Solo nel 2013 gli venne assegnata la cattedrale di professore di storia e pensiero tedesco. Durante la sua carriera accademica, gli vennero conferiti il dottorato di ricerca e il Doctor of Letters che, nel sistema accademico britannico, è un titolo di studio più prestigioso dello stesso PhD. Legato, dal 1987, al college Gonville and Caius, egli ricopre ruoli anche in altri college: per esempio, è un direttore degli studi al Christ's e un praelector al Corpus Christi College, i.e. il suo ruolo consiste nel presenziare in maniera formale alle annuali cerimonie di laurea.
Whaley è un professore autorevole nel campo della storia, della cultura e del pensiero tedesco a partire dal XVI secolo. Uno dei suoi libri più importanti e conosciuti è Germany and the Holy Roman Empire 1493–1806, pubblicato in due volumi. Esso copre una moltitudine di aspetti che hanno caratterizzato la storia del Sacro Romano Impero, a partire dalla figura di Massimiliano I d'Asburgo fino alla dissoluzione dell'impero nel 1806. Di Whaley sono state pubblicate anche ricerche più brevi (e.g. contributi scritti come articoli), che si soffermano in particolare sulla storia dell'Illuminismo tedesco.
Nel 2010 riceve il Pilkington Teaching Prize, un premio ideato dall'ingegnere Sir Alastair Pilkington per riconoscere e ricompensare le qualità di insegnamento dimostrate dai vari professori dell'università.

## Premi e riconoscimenti
- 1984 – Fellow della Royal Historical Society;
- 2010 – Pilkington Teaching Prize dell'Università di Cambridge per i suoi contributi nel campo della storia, della cultura e del pensiero tedesco;
- 2013 – Doctor of Letters (LittD) per le sue pubblicazioni sulla storia tedesca;
- 2015 – Fellow della British Academy.

## Opere
- (EN) Mirrors of Mortality: Studies in the Social History of Death, Oxford, Oxford University Press, 1982  [1981], ISBN 978-0-31-253441-7.
- (EN) Religious Toleration and Social Change in Hamburg 1529–1819, Oxford, Oxford University Press, 1985  [1985], ISBN 978-0-51-152354-0.
- (EN) Germany and the Holy Roman Empire 1493–1806, Oxford, Oxford University Press, 2004  [2012], ISBN 978-0-19-968882-1.